# Maud (Oklahoma)
Maud és una ciutat dels Estats Units a l'estat d'Oklahoma. Segons el cens del 2000 tenia 1.136 habitants.

## Demografia
Segons el cens del 2000, Maud tenia 1.136 habitants, 435 habitatges, i 301 famílies. La densitat de població era de 452,2 habitants per km².
Dels 435 habitatges en un 36,6% hi vivien nens de menys de 18 anys, en un 51,3% hi vivien parelles casades, en un 14,7% dones solteres, i en un 30,8% no eren unitats familiars. En el 27,4% dels habitatges hi vivien persones soles el 15,4% de les quals corresponia a persones de 65 anys o més que vivien soles. El nombre mitjà de persones vivint en cada habitatge era de 2,52 i el nombre mitjà de persones que vivien en cada família era de 3,07.
Per edats la població es repartia de la següent manera: un 28,1% tenia menys de 18 anys, un 9% entre 18 i 24, un 26,1% entre 25 i 44, un 19,8% de 45 a 60 i un 17% 65 anys o més.
L'edat mediana era de 36 anys. Per cada 100 dones de 18 o més anys hi havia 80,4 homes.
La renda mediana per habitatge era de 22.604 $ i la renda mediana per família de 27.847 $. Els homes tenien una renda mediana de 26.944 $ mentre que les dones 15.625 $. La renda per capita de la població era de 12.719 $. Entorn del 19,2% de les famílies i el 22,7% de la població estaven per davall del llindar de pobresa.

## Poblacions més properes
El següent diagrama mostra les poblacions més properes.

## Persones destacades
- Wanda Jackson (n. 1937), cantant de rockabilly